# Molophilus (Molophilus) mjobergi
Molophilus (Molophilus) mjobergi is een tweevleugelige uit de familie steltmuggen (Limoniidae). De soort komt voor in het Australaziatisch gebied.